# Oímbra
Oímbra è un comune spagnolo di 1 996 abitanti situato nella comunità autonoma della Galizia.